# Európai Gyógyszerügynökség
Az Európai Gyógyszerügynökség (angolul: European Medicines Agency, rövidítve: EMA) az Európai Unió egyik ügynöksége. 1995-ben alapították. Ügyvezető igazgatója Emer Cooke. Munkatársainak száma 897.

## Székhelye
Székhelye 1995 és 2019 között Londonban volt; a Brexit óta Amszterdamban van a központja. (A döntés a székhely áthelyezéséről 2017-ben született meg.)

## Feladatai
Az Európai Gazdasági Térség területén az  emberi, illetve állatgyógyászati felhasználásra szánt gyógyszerek tudományos kiértékelését, felügyeletét végzi, továbbá figyelemmel kíséri a biztonságosságukat.
Fő feladata az egészség védelme és előmozdítása a köz- és állategészségügy területén az emberi, illetve állatgyógyászati felhasználásra szánt gyógyszerek értékelése és felügyelete által. Az Ügynökség gyógyszerkészítményekre vonatkozó európai forgalomba hozatali engedély-kérelmek tudományos értékelését látja el (centralizált eljárás). A centralizált eljárás alkalmazása esetén a vállalatok egyetlen egyesített forgalomba hozatali engedély-kérelmet nyújtanak be az Európai Gyógyszerügynökséghez. 